# Anna Maria d'Orleans

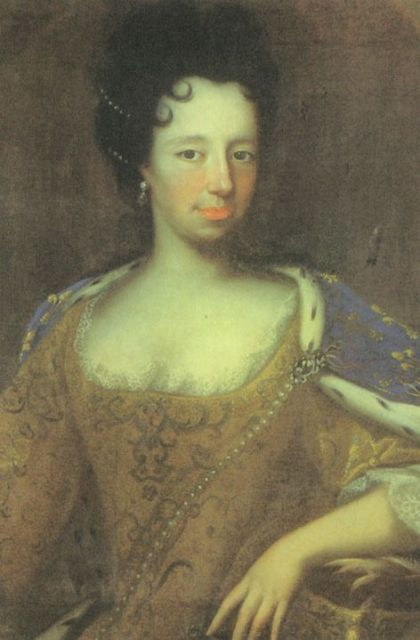
Imatge d'Anna Maria d'Orleans.

Anna Maria d'Orleans (Saint-Cloud, França, 27 d'agost de 1669 - Torí, Sardenya-Piemont, 26 d'agost de 1728) fou una princesa de sang reial francesa amb el tractament d'altesa reial de la Casa d'Orleans, duquessa consort de Savoia i successivament reina consort de Sicília i reina consort de Sardenya-Piemont. A la mort d'Anna Maria, el 1728, el seu marit, el rei Víctor Amadeu II de Sardenya abdicà en favor del seu fill el 1730 i morí dos anys després a Moncalieri.

## Llinatge
Era filla del duc Felip I d'Orleans i de la princesa Enriqueta d'Anglaterra. Anna Maria era neta per via paterna del rei Lluís XIII de França i de la infanta Anna d'Espanya i per via materna del rei Carles I d'Anglaterra i de la princesa Enriqueta de França.
Fou germana de Maria Lluïsa d'Orleans, casada el 1679 amb Carles II de Castella, i germana per part de pare de Felip II d'Orleans i Elisabet Carlota d'Orleans, casada el 1698 amb Leopold I de Lorena.
El 10 d'abril de l'any 1684 contragué matrimoni a Versalles i després a Chambéry amb el duc Víctor Amadeu II de Savoia, fill de Carles Manuel II de Savoia i de la princesa Maria Joana Baptista de Savoia-Nemours, que posteriorment fou nomenat rei de Sicília i rei de Sardenya. La parella tingué sis fills:
- SA la princesa Maria Adelaida de Savoia, nada a Torí el 1685 i morta a Versalles el 1712. Es casà amb el príncep Lluís de França.
- SA la princesa Maria Anna de Savoia, nada el 1687 a Torí i morta el 1690.
- SA la princesa Maria Lluïsa de Savoia, nada el 1788 a Torí i morta el 1714 a Madrid. Es casà amb el rei Felip V d'Espanya.
- SA el príncep Víctor Amadeu de Savoia, nat el 1699 a Torí i mort el 1715.
- SM el rei Carles Manuel III de Sardenya, nat el 1701 a Torí i mort el 1773 a Torí. Es casà en primeres núpcies amb la princesa Anna Cristina de Sulzbach i en segones núpcies amb la princesa Polixena Cristina de Hessen-Rheinfels-Rotenburg i en terceres núpcies amb la princesa Elisabet Teresa de Lorena.
- SA el príncep Manuel Filibert de Savoia, duc de Chablais, nat a Torí el 1705 i mort dinou dies després.